# Baltimore Highlands
Baltimore Highlands est une census-designated place située dans le comté de Baltimore, dans l’État du Maryland, aux États-Unis. Lors du recensement de 2020, elle comptait 7 740 habitants.